# Kailesh Kumar Singh Jagutpal
Kailesh Kumar Singh Jagutpal ist ein Psychiater und Politiker der Mouvement Socialiste Militant (MSM) aus Mauritius, der seit 2019 Minister für Gesundheit und Wellness im Kabinett Pravind Jugnauth ist.

## Leben
Kailesh Kumar Singh Jagutpal begann nach dem Schulbesuch ein Studium der Medizin, das er mit einem Bachelor of Medicine, Bachelor of Surgery (MBBS) beendete. Er erwarb darüber hinaus einen Doktor der Medizin in Psychiatrie (MD Psychiatry) und war daraufhin bis August 2019 als Psychiater am Jawaharlal Nehru Hospital tätig.
Bei den Wahlen vom 7. November 2019 wurde Jagutpal für die Mouvement Socialiste Militant (MSM) innerhalb der L’Alliance Morisien im Wahlkreis No.13, Rivière des Anguilles and Souillac mit 15.393 Stimmen (52,7 Prozent) und dem besten Stimmenergebnis erstmals zum Mitglied der Nationalversammlung gewählt. Daraufhin wurde er am 12. November 2019 als Minister für Gesundheit und Wellness in das Kabinett Pravind Jugnauth berufen.